# پارک سه-وان
پارک سه وان (کره‌ای: 박세완؛ زادهٔ ۲۴ سپتامبر ۱۹۹۴) بازیگر اهل کره جنوبی است.

## فیلم‌شناسی

### فیلم
| سال  | عنوان        | نقش                | منابع       |
| ---- | ------------ | ------------------ | ----------- |
| ۲۰۱۶ | میدسامر      | اون هه             | [ ۱ ]       |
| ۲۰۱۶ | Fente        | Uncredited         | [ ۲ ]       |
| ۲۰۱۸ | اوموک گرل    | لی با دوک          | [ ۳ ]       |
| ۲۰۱۹ | نو مرسی      | پارک اون هه        | [ ۴ ]       |
| ۲۰۲۰ | کلکسیونرها   | هه ری              |             |
| ۲۰۲۲ | ۶/۴۵         | یون هی             | [ ۵ ] [ ۶ ] |
| ۲۰۲۲ | زندگی زیباست | اوه سه یون (جوانی) |             |
| ن/م  | ویکتوری      | می نا              | [ ۷ ] [ ۸ ] |

### مجموعه تلویزیونی
| سال       | عنوان                                          | نقش                 | منابع  |
| --------- | ---------------------------------------------- | ------------------- | ------ |
| ۲۰۱۶      | درامای ویژه کی‌بی‌اس – «معلم سرخ»                | سوک هی              | [ ۹ ]  |
| ۲۰۱۶      | گابلین                                         | روح یک دانش آموز    | [ ۱۰ ] |
| ۲۰۱۷      | دفتر درخشنده                                   | لی کوت بی           | [ ۱۰ ] |
| ۲۰۱۷      | مدرسه ۲۰۱۷                                     | اوه سا رانگ         | [ ۱۱ ] |
| ۲۰۱۷      | درامای ویژه کی‌بی‌اس – «آخرین هفتهٔ مادام جونگ»   | مادام جونگ (جوانی)  | [ ۱۲ ] |
| ۲۰۱۷–۲۰۱۸ | من ربات نیستم                                  | «پی» آنجلا جین      | [ ۱۳ ] |
| ۲۰۱۸      | با من ازدواج کن                                | یون دا یون          | [ ۱۴ ] |
| ۲۰۱۸      | درامای ویژه کی‌بی‌اس – «خیلی واضح برای عاشق شدن» | کیم یانگ هی (جوانی) | [ ۱۵ ] |
| ۲۰۱۸      | فقط برقص                                       | کیم شی اون          | [ ۱۶ ] |
| ۲۰۱۹      | بقای چوسان                                     | هان سول گی          | [ ۱۷ ] |
| ۲۰۱۹–۲۰۲۰ | دوباره هرگز                                    | گوم پارک ها         | [ ۱۸ ] |
| ۲۰۲۱      | دراما استیج – «لاکی»                           | لی یونگ هی          | [ ۱۹ ] |